# Hiéroglyphe égyptien O41
L'escalier double, en hiéroglyphes égyptiens, est classifié dans la section O « Bâtiments, parties de bâtiments etc. » de la liste de Gardiner ; il y est noté O41.

## Représentation
Il représente un escalier double. 

## Utilisation
C'est un déterminatif du champ lexical des escaliers.
| O40 |

| O40 |